# Ipse dixit

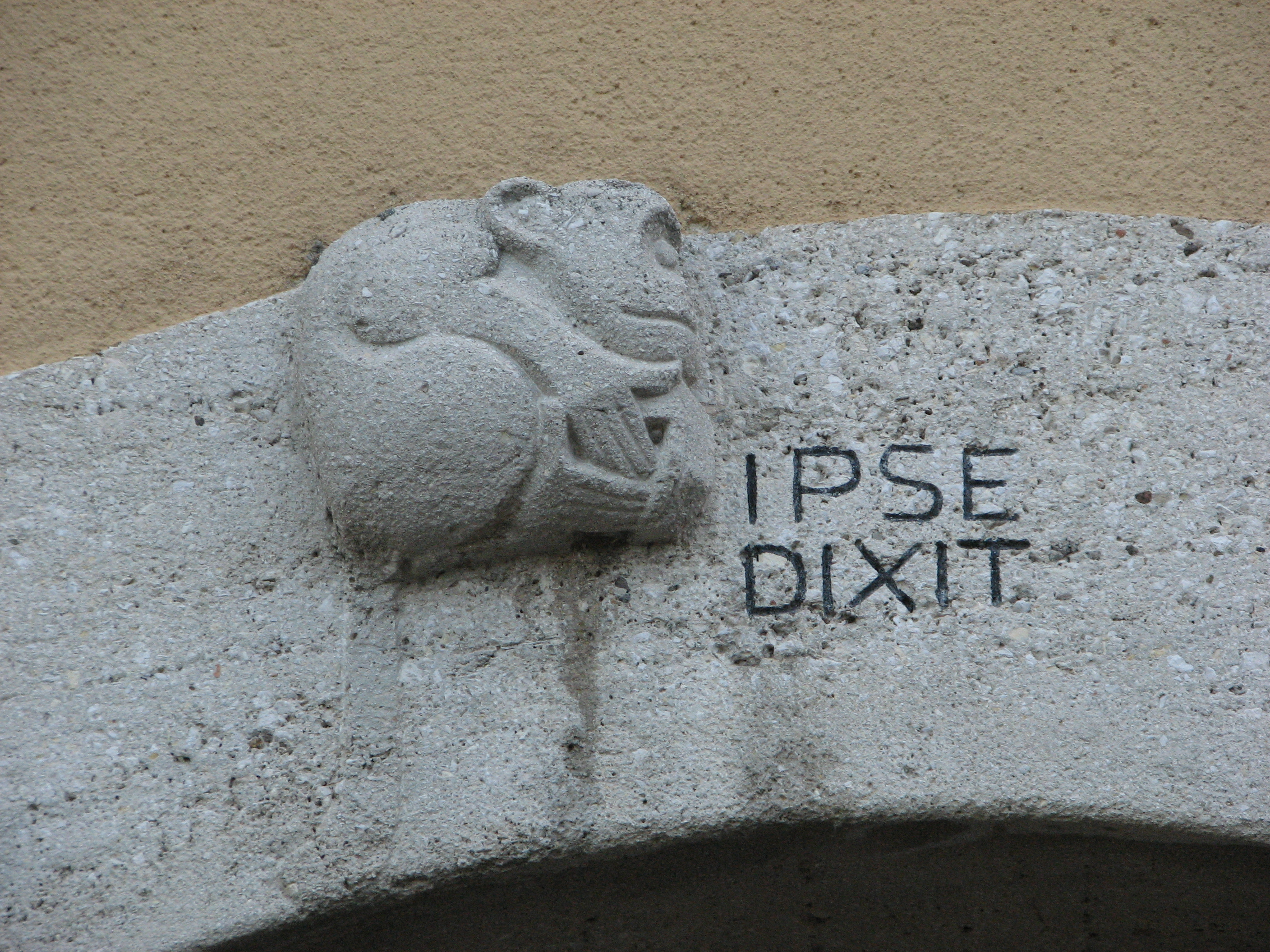
Affenfigur über dem Eingangstor des Gymnasiums Alpenstrasse in Biel/Bienne

Ipse dixit (lat. für „Er hat es selbst gesagt“, altgr. autós epha) ist eine Redewendung, die auf ein personenbezogenes Autoritätsargument verweist. Nach Marcus Tullius Cicero sollten sich die Schüler Pythagoras’ von Samos damit auf dessen eigene Aussagen berufen haben, da sie seine Lehrautorität nicht in Frage stellen durften.
Der Ausspruch ist Teil einer eristischen Strategie. Ein Streitpartner muss demnach nicht zwingend innerhalb der Wahrheit widerlegt werden, sondern könne auch innerhalb der Aussagenkonstellation widerlegt werden, die er als wahr bezeichnet hat.